# پندای مرسیا
پندا (درگذشتهٔ ۱۵ نوامبر ۶۵۵) فرمانروای آنگلوساکسون پادشاهی مرسیا از حدود ۶۳۲ تا هنگام مرگش در ۶۵۵ بود. او در دوران حکومتش مرسیا را به یکی از قدرتمندترین پادشاهی‌های انگلستان تبدیل کرد و ظهور و پیشرفت پادشاهی نورثامبریا را برای مدتی به تأخیر انداخت.

## زندگی‌نامه
پندا در ۶۲۸ نیروهای ساکسون غربی (وسکس) را طی نبرد سایرنستر (در گلوسترشر امروزی) شکست داد و قلمرو آنها را ضمیمهٔ خاک مرسیا کرد. او سپس با همراهی کادوالون، شاه گوئینِد (در شمال ویلز) در ۶۳۲ به نورثامبریا یورش برد و ادوین، شاه آنجا را کشت. پندا سرانجام درنتیجهٔ کسب چنین پیروزی‌هایی به به پادشاهی مرسیا رسید اما در ۶۳۳ مجبور شد تا نورثامبریا را به‌عنوان اختیاردار خود به رسمیت بشناسد. با این‌حال ارتش او موفق شد تا اُسوالد، شاه نورثامبریا را در ۶۴۱ به‌قتل برساند و پندا پس از آن بار دیگر استقلال خود را به‌دست آورد.
او سپس در صدد گسترش قدرت خود در ناحیه‌ای برآمد که چشایر، شراپشایر و هرفورد و ووستر امروزی را شامل می‌شد. پندا آنگلیای شرقی را به فرمان خود درآورد و کنوال، شاه وسکس را به مدت سه سال از ۶۴۵ تا ۶۴۸ از ساکسون غربی بیرون راند. او سپس در ۶۵۳ پسرش پیدا را به عنوان فرمانروای زیردست خود در آنگلیای میانی گمارد و با آن که خودش بت‌پرست بود، به پسرش اجازه داد تا مسیحیت را در قلمرو تحت فرمانش ترویج نماید.
پندا در ۶۵۵ همراه با ارتشی که از پادشاهی‌های مختلف انگلستان گردهم آورده بود به نورثامبریا یورش برد اما در نبرد وینوید در نزدیکی لیدز (در یورکشایر امروزی) به‌دست آسوین، شاه نورثامبریا کشته شد.